# Barylestis
Genre
Barylestis est un genre d'araignées aranéomorphes de la famille des Sparassidae.

## Distribution
Les espèces de ce genre se rencontrent en Afrique subsaharienne et en Asie du Sud-Est. Barylestis variatus a été introduite en Europe.

## Liste des espèces
Selon World Spider Catalog (version 21.5, 02/08/2020) :
- Barylestis blaisei (Simon, 1903)
- Barylestis fagei (Lessert, 1929)
- Barylestis insularis Simon, 1909
- Barylestis montandoni (Lessert, 1929)
- Barylestis nigripectus Simon, 1909
- Barylestis occidentalis (Simon, 1887)
- Barylestis peltatus (Strand, 1916)
- Barylestis saaristoi Jäger, 2008
- Barylestis scutatus (Pocock, 1903)
- Barylestis variatus (Pocock, 1900)

## Publication originale
- Simon, 1909 : Arachnides recueillis par L. Fea sur la côte occidentale d'Afrique. 2e partie. Annali del Museo Civico di Storia Naturale di Genova, vol. 44, p. 335-449 (texte intégral).